# Live While We're Young
«Live While We're Young» —en español: «Vivir mientras somos jóvenes»— es una canción de género pop rock interpretada por la boy band británica-irlandesa One Direction, perteneciente a su segundo álbum de estudio Take Me Home, de 2012. Carl Falk, Rami Yacoub y Savan Kotecha la compusieron, mientras que los dos primeros la produjeron. Sony la lanzó como sencillo entre el 28 de septiembre de 2012 y el 2 de octubre en Japón y la mayor parte de Oceanía, Europa y Norteamérica.
La canción obtuvo reseñas positivas y negativas por parte de los críticos musicales. Algunos comentaron que es «irresistible» y que su estribillo es «explosivo», mientras que otros acusaron al grupo de plagiar el riff inicial del tema «Should I Stay or Should I Go» de The Clash. A raíz de dichas acusaciones, los seguidores de One Direction, apodados directioners, salieron en defensa del grupo a través de las redes sociales. Sin embargo, en una entrevista con la estación de radio británica BBC, Harry Styles aseguró que sí habían «tomado prestado» el riff, al comentar que «fue una especie de idea intencional. Es un gran riff». Comercialmente, alcanzó un puesto entre los diez primeros en un total en dieciséis países, de los cuales, en dos llegó al número uno.
Para su promoción, el grupo lanzó un videoclip dirigido por Vaughan Arnell el 20 de septiembre de 2012, el cual ese mismo día tuvo un total de 8,24 millones de visitas en YouTube, lo que lo convirtió en el más visto en menos veinticuatro horas, superando así a «Boyfriend» de Justin Bieber, que alcanzó 8 millones. No obstante, un par de semanas después, Bieber recuperó el récord con su videoclip «Beauty and a Beat», que tuvo 10,6 millones de visitas. También la usaron para su comercial de Pepsi. El 7 de octubre de 2012, One Direction la interpretó por primera vez en los BBC Radio 1 Teen Awards junto con algunas de sus canciones favoritas de Up All Night, como «What Makes You Beautiful» y «Up All Night». Después, el 16 de octubre, cantaron una pequeña parte en versión acústica para la estación de radio In:Demand. El elenco de la serie Glee realizó su propia versión de la canción para el episodio «Thanksgiving». Parte de la canción fue utilizada en el certamen Miss Universo 2012 durante la etapa de desfile.

## Antecedentes y lanzamiento
A principios de 2012, la banda afirmó que el sucesor de su primer álbum de estudio, Up All Night, ya estaba en desarrollo. Niall Horan explicó que: «En verano, vamos a volver y a iniciar un nuevo disco. Queremos traer un nuevo álbum cada año o cada año y medio». Tras finalizar la promoción de su disco debut con el Up All Night Tour, la banda comenzó a grabar canciones en Estocolmo, Suecia. En junio, Horan habló con MTV y comentó que:

«Escribimos una canción absolutamente rompedora y todos estamos muy entusiasmados por eso [...] Obviamente tenemos que tomar una decisión para un sencillo pronto, porque debemos tener uno para septiembre, supongo [...] Evidentemente no tenemos una fecha para eso, así que tenemos que empezar a pensar, sentarnos con el sello discográfico y con la dirección, consiguiendo el punto de vista de todos».

El 23 de agosto de 2012, la banda publicó un vídeo en su canal oficial de YouTube anunciando que el título de la canción sería «Live While We're Young» y que estaría disponible por preventa en iTunes esa misma noche. Su lanzamiento radial estaba previsto para el 24 de septiembre, pero debido a que fue filtrada en la web, la banda lo adelantó cuatro días. El 28 de septiembre, Sony la lanzó digitalmente en Australia, Nueva Zelanda y la mayor parte de Europa. El 30 del mismo mes estuvo disponible para el Reino Unido y México, y al día siguiente en los Estados Unidos, Canadá y Japón. Finalmente, en España estuvo disponible a partir del 2 de octubre. Su lanzamiento en CD se dio el 9 de octubre.

## Composición

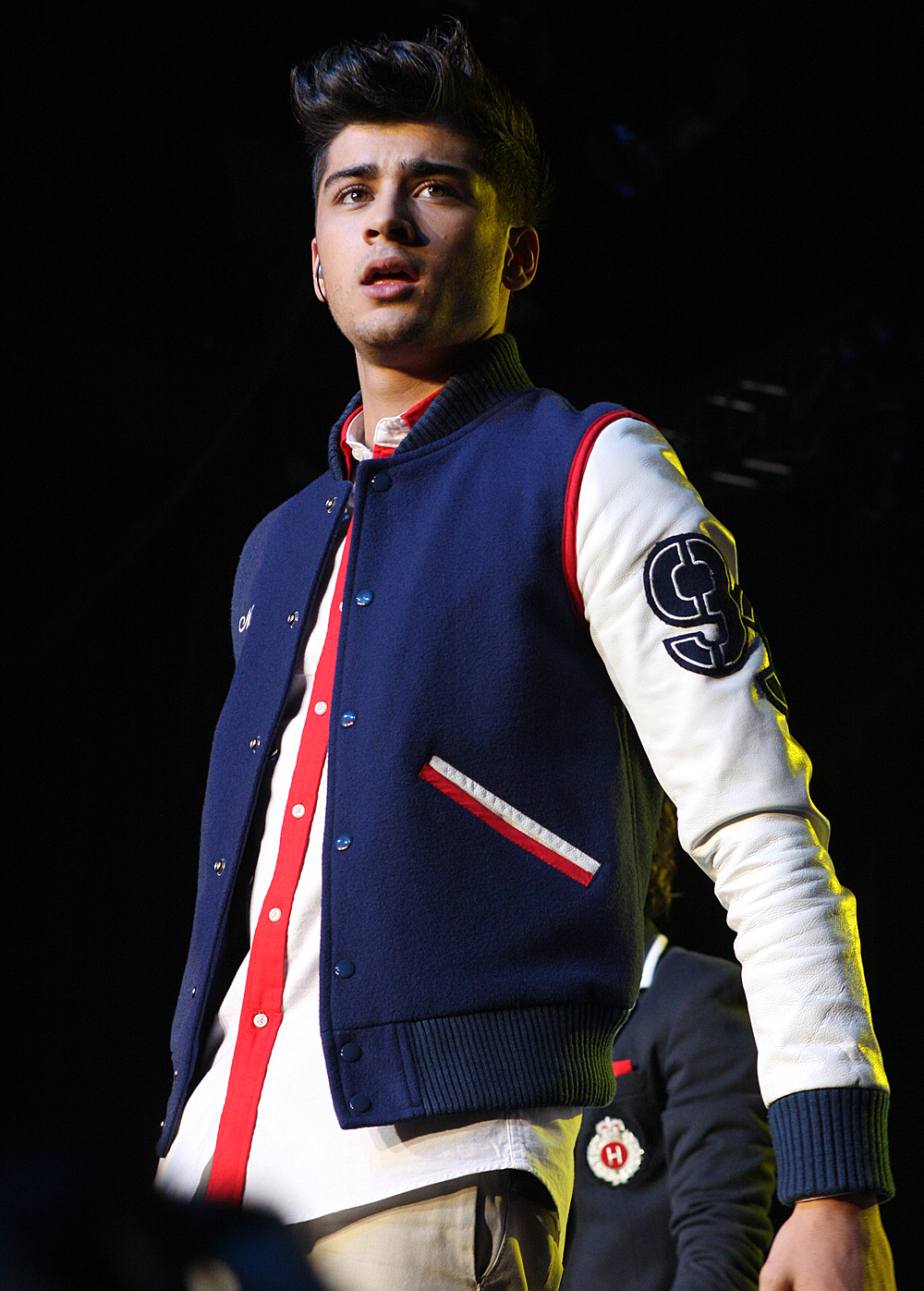
Zayn Malik canta la mayor parte del tema.

«Live While We're Young» es una canción de género pop rock con influencias del dance pop y el teen pop compuesta por los suecos Carl Falk, Rami Yacoub y el británico Savan Kotecha, quienes también escribieron los anteriores sencillos de la banda «What Makes You Beautiful» y «One Thing». El trío la describió como una «perfección pop» y una «canción llena de energía que mezcla los subtonos del rock con suaves armonías, que trata sobre vivir el momento». Su producción quedó a cargo de Carl Falk y Rami Yacoub. A diferencia de los otros sencillos del grupo, Zayn Malik interpreta la voz principal, y sus instrumentos son la guitarra y el piano. En una entrevista con la revista Sugarscape, Savan Kotecha, coescritor del tema, declaró que la idea principal era «continuar con la diversión» de Up All Night con el ambiente de «What Makes You Beautiful», pero con una letra un poco más «traviesa». Kotecha también añadió que:

«La idea completa es que en la noche surge la nostalgia, así que las personas mayores de edad pueden escucharla también. Ninguno de nosotros es tan ingenuo como para no saber qué hacen los niños. Es importante no apoyar a la juventud de hoy, no vamos a escribir acerca de "oh vamos a tomarnos de las manos por un momento" ¿sabes? Ellos necesitan música para conectarse. Muchas de las canciones son acerca del sexo y como es la realidad sobre eso».

Líricamente, habla acerca de vivir el momento. Melinda Newman de Hit Fix comentó que «[los chicos de One Direction] están listos para "pretender que es amor" y "obtener algo" ya que "es ahora o nunca"». Su estribillo está centrado en una mujer: «Lets go crazy, crazy, crazy until we see the sun. I know we only met but lets pretend it's love» —en español: «Vamos a volvernos locos, locos, locos hasta que veamos el sol. Sé que solo nos conocimos pero vamos a pretender que es amor». Sylvie Lesas de Evigshed Magazine explicó que «es una canción poderosa para pasar un buen rato y olvidarse de todo». De acuerdo con la partitura publicada por Sony/ATV Music Publishing en el sitio web Musicnotes, tiene un tempo allegro de 126 pulsaciones por minuto y está compuesta en la tonalidad de re mayor. El registro vocal de los miembros de la banda se extiende desde la nota re♯4 hasta la la♯5.

## Recepción

### Comentarios de la crítica
«Live While We're Young» recibió comentarios en su mayoría positivos por parte de los críticos musicales. Sam Lansky de Idolator.com escribió que su estribillo es «explosivo», y que al igual que el resto de la música de One Direction, la canción es «implacablemente eficaz». Holly Frith de Entertainment Wise la describió como «una gran canción pop». Robert Copsey de Digital Spy la calificó con cuatro estrellas de cinco. El periódico The Huffington Post publicó que es «energética, alegre y despreocupada». Alexandra Capotorto de PopCrush la calificó con cuatro estrellas de cinco y señaló que es «inquieta e irresistible». Sylvie Lesas de Evigshed Magazine le dio una calificación de cinco puntos de cinco y dijo que es «extremadamente alegre, divertida y muy fresca». También agregó que «transforma un mal día en uno mejor», «es muy agradable» y «no tendrá problema en sacudir las listas». Chris Younie de 4Music comentó que:

«La canción es insanamente pegadiza, combinando un simple riff de guitarra (similar al de "One Thing") con un estribillo para sentirse bien (como el de su sencillo debut "What Makes You Beautiful"). Después de escucharlo solo dos veces hoy, ya está pegado en tu cabeza».

Andrew Unterberger de PopDust comentó que: «[Esta canción] es para los oyentes que no quedaron convencidos con la sutileza de "Good Time" de Owl City y Carly Rae Jepsen». Unterberger también agregó que es «el renacimiento» de la banda y calificó al tema con tres rayos y medio de cinco. Melinda Newman de Hit Fix declaró que tiene «una melodía alegre». Grady Smith de Entertainment Weekly dijo que contiene los mismos elementos de «What Makes You Beautiful». A pesar de sus buenos comentarios, varios críticos señalaron que la introducción del tema tiene similitud con la de «Should I Stay or Should I Go» de The Clash. Asimismo, Bill Lamb de About.com le otorgó tres estrellas de cinco y aseguró que «"Live While We're Young" es una decepción y potencialmente el primer error en la historia de éxito masivo en todo el mundo de One Direction». Lamb también tachó su letra de «sexual». Luego la incluyó en su lista de las diez mejores canciones de One Direction, donde ubicó el octavo lugar.

### Recibimiento comercial

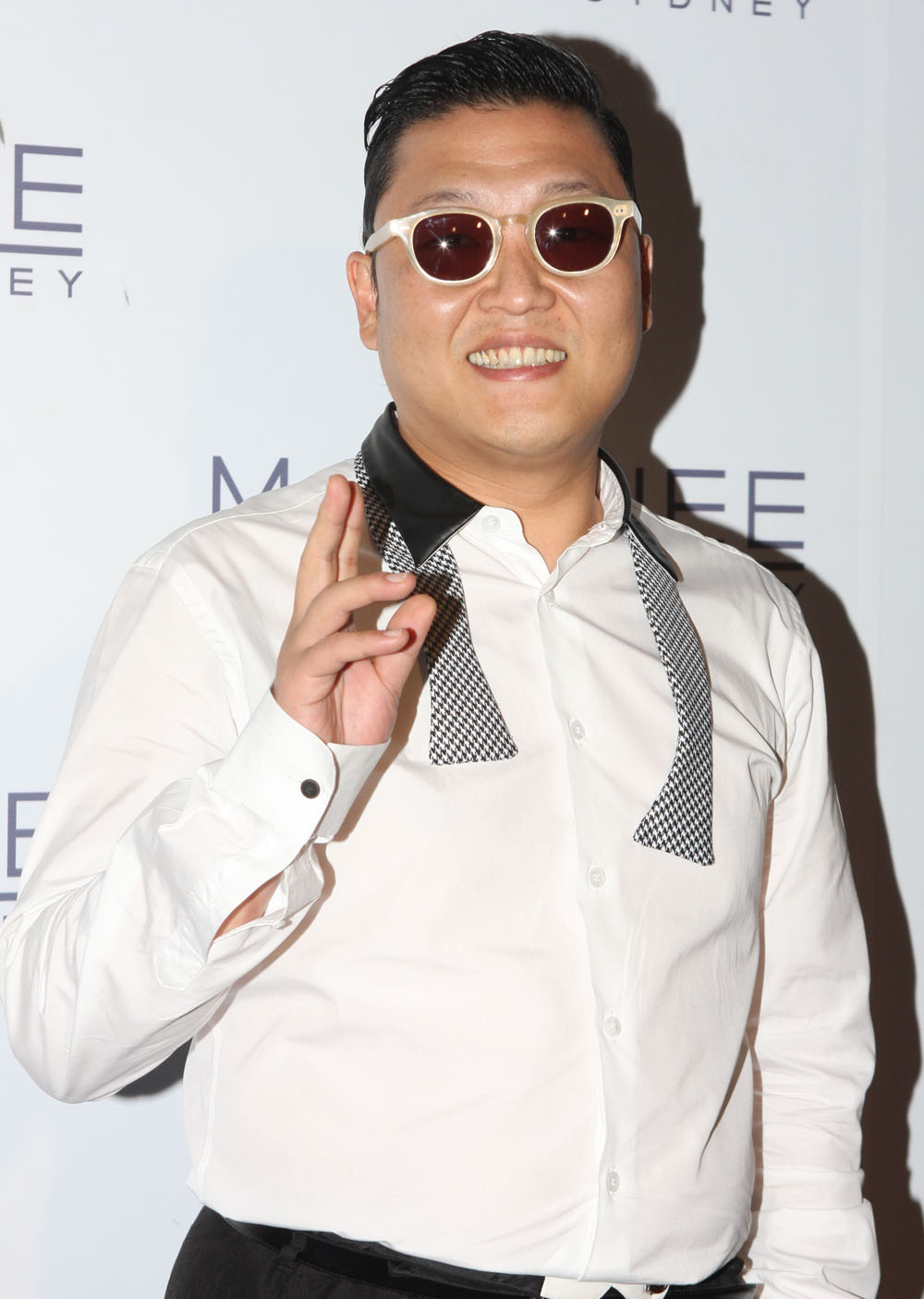
«Gangnam Style» del surcoreano PSY evitó que el tema alcanzara el número uno en Australia y Canadá.

«Live While We're Young» tuvo una buena recepción comercial tanto en su lanzamiento por preventa como en su publicación oficial. En su preventa, a las pocas horas de haber estado disponible la canción alcanzó la primera posición en las tiendas de iTunes de cuarenta países, entre los que se encuentran Australia, Brasil, España, Francia, Italia, México, Nueva Zelanda, el Reino Unido y Singapur, lo que la convirtió en la canción que más rápido se vendió de esa forma en la historia.
Asimismo, en su lanzamiento oficial su éxito comercial continuó. En Irlanda debutó directamente en el primer puesto del conteo Irish Singles Chart, esto lo convirtió en el segundo número uno de One Direction en dicho país. Por otro lado, en los Países Bajos llegó al tercer puesto y se convirtió en el sencillo mejor posicionado del quinteto allí. Sin embargo, en febrero de 2013, «One Way or Another (Teenage Kicks)» llegó al primer puesto. En la región flamenca de Bélgica alcanzó la posición siete, mientras que en la región valona la decimonovena. En Italia debutó en el puesto diez y en Noruega en el diecinueve, pero después ascendió al once. En las radios de Eslovaquia llegó hasta el lugar treinta y cinco. En Hungría entró en el segundo puesto y en Austria en el octavo. En Francia ingresó en la vigésima posición.
Por su parte, en Escocia alcanzó el segundo puesto en la semana del 13 de octubre de 2012, ya que fue superado por «Diamonds» de la cantante barbadense Rihanna, mientras que en el Reino Unido alcanzó la tercera posición, superado por la misma canción y «Gangnam Style» del coreano PSY. En Dinamarca llegó al número cuatro y en Suecia al veintiséis. En Alemania ingresó en el puesto veintidós y en Suiza en el siete.
En Australia, debutó en la segunda posición del Australian Singles Chart con un total de 58 659 copias vendidas, solo superado por «Gangnam Style», que vendió 65 330 copias. Dicho debut convirtió a «Live While We're Young» en el sencillo mejor posicionado de la banda en el país, superando a «One Thing», que llegó al número tres. Asimismo, la ARIA le otorgó dos disco de platino por vender 140 000 copias en todo el territorio. Al igual que en Irlanda, en Nueva Zelanda también debutó directamente en el número uno y se convirtió en el primer número uno del quinteto. En su segunda semana, la RIANZ le otorgó un disco de platino por vender más de 10 000 copias. En cuanto a países hispanohablantes, solo entró a las listas de España y México, en el primero llegó hasta la cuarta posición, mientras que en el segundo hasta la quinta. En el último de estos, también obtuvo un disco de oro por vender 30 000 unidades.
En los Estados Unidos debutó en el tercer puesto del Billboard Hot 100 con un total de 341 000 copias vendidas. Esto convirtió a One Direction en el grupo británico con el mayor debut en la historia de la lista y tercer grupo en general, detrás de Maroon 5 y The Black Eyed Peas. Sus ventas digitales también permitieron que alcanzara el número uno en Digital Songs. Al respecto, Niall Horan comentó que: «Estamos muy felices con el éxito del sencillo en los Estados Unidos y no podemos esperar para que todos escuchen nuestro nuevo álbum. Gracias a todos los seguidores de nuevo». Por otro lado, en la lista Radio Songs alcanzó la posición número cincuenta, mientras que en Pop Songs alcanzó el dieciséis. Para finales de enero de 2013, ya llevaba un millón de ejemplares vendidos en el territorio, y recibió la certificación de platino por parte de la RIAA. En Canadá saltó desde el puesto ochenta hasta el dos, solo «Gangnam Style» evitó que llegara al número uno. Finalmente, en Japón llegó a la octava posición del Japan Hot 100.

## Vídeo musical

### Antecedentes
El 24 de agosto de 2012, la banda anunció que el vídeo musical del tema ya había sido filmado en un «lugar secreto». Después Daily Mail confirmó que dicho lugar era Kent, Reino Unido. Ese mismo día, algunos miembros del grupo hablaron de su experiencia vía Twitter. Liam Payne publicó que: «La filmación del vídeo de ayer fue increíble, no puedo esperar para que todos lo vean». Por su parte, Niall Horan escribió: «¡Chicos! Literalmente hemos terminado de rodar el vídeo de "Live While We're Young" ¡Lo van a amar! ¡Fue muy divertido filmarlo!». Finalmente, Harry Styles dijo que: «Segundo día terminado, y el vídeo de "Live While We're Young" ya está listo. Increíble equipo e increíble gente involucrada. Gracias de nuevo».
 

El británico Vaughan Arnell dirigió el videoclip, y este tiene una duración de tres minutos con dieciocho segundos. Luego de que acabara su filmación, se filtraron algunas imágenes. En ellas se ve a todos los miembros del quinteto y a un grupo de modelos teniendo una gran fiesta en una piscina, donde juegan con un micrófono, un plátano y una pelota inflable. El 20 de septiembre, aún sin ser lanzado, fue filtrado. Ese mismo día, One Direction lo publicó oficialmente en su canal de VEVO en YouTube debido a dicha filtración. Al respecto, afirmaron que:

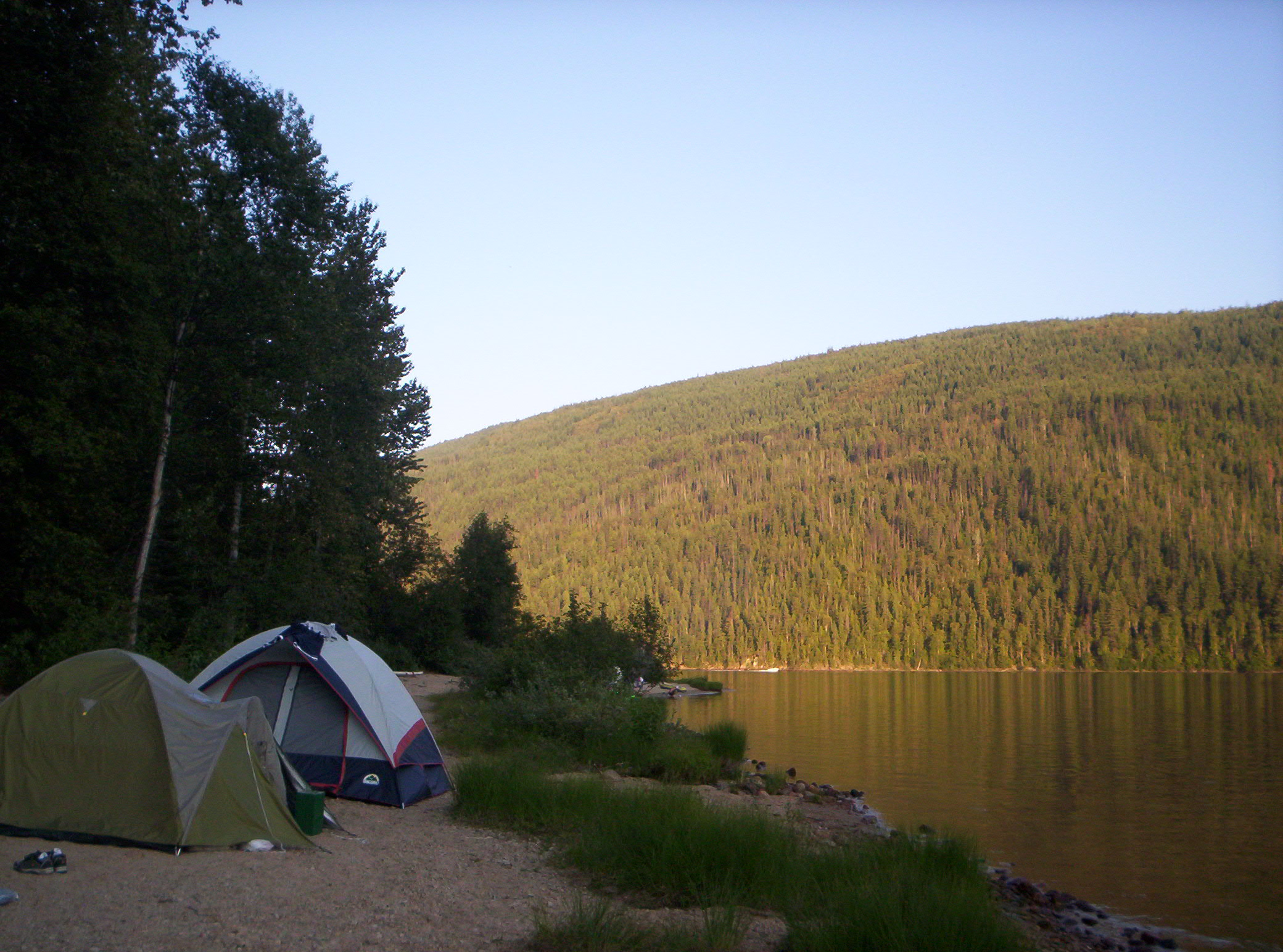
La mayor parte de la trama del vídeo transcurre en un campamento.

«Queríamos que nuestros seguidores vieran el vídeo y escucharan el sencillo en la forma apropiada, por lo que movimos el estreno a esta noche [...] ¡Estamos muy emocionados por "LWWY", realmente hemos trabajado duro en ello y no podemos esperar a que todos puedan verlo y oírlo más tarde!».

### Trama
En el comienzo del vídeo, la banda está durmiendo en tiendas de acampar. Al despertar, salen y tocan sus guitarras sentados en balas de paja. Tras esto, van a un campo donde interpretan el estribillo de la canción y conducen en un auto a gran velocidad hasta llegar a un lago. Ya en este, juegan dentro de unas burbujas de plástico y navegan en unos pequeños botes. Al llegar la noche, todos regresan al campamento y tienen un partido de fútbol. El vídeo finaliza con todos reunidos en el campamento mirando a la cámara.

### Recepción general
El vídeo de «Live While We're Young» tuvo una buena recepción por parte de los críticos musicales y los seguidores del grupo. El crítico Grady Smith de Entertainment Weekly explicó que «luce un poco como Moonrise Kingdom», pero que tiene «momentos notables». Chris Younie de 4Music comentó que «está lleno de diversión y travesuras». Tyrell, escritor del sitio Homorazzi, señaló que es «extremo y loco». El sitio Neon Limelight publicó que es «veraniego» y solo hizo falta fuegos artificiales al final. Sophie A. Schillaci de The Hollywood Reporter dijo que «es perfecto para el verano», a pesar de haber sido lanzado en otoño. Sylvie Lesas de Evigshed Magazine comentó que «es muy agradable».
Glenn Gamboa de Newsday opinó que «parece tener objetivos comerciales». Tina Hart de MSN Music dijo que es «divertido y pop puro sin adulterar». Por otro lado, el día de su estreno el videoclip recibió un total de 8,24 millones de visitas en YouTube, lo que lo convirtió en el más visto en menos veinticuatro horas, superando así a «Boyfriend» de Justin Bieber, que tuvo 8 millones. Sin embargo, un par de semanas después, Bieber recuperó el récord con su videoclip «Beauty and a Beat», que tuvo 10,6 millones de visitas. Para agosto de 2013, ha recibido más de 230 millones de visitas en el sitio. También ganó un premio en los UK Music Video Awards de 2012 en la categoría de elección de la gente. También recibió una nominación a los World Music Awards como mejor vídeo del mundo en el 2012.

## Presentaciones en vivo
El 7 de octubre de 2012, One Direction interpretó «Live While We're Young» por primera vez en los BBC Radio 1 Teen Awards junto con algunas de sus canciones favoritas de Up All Night, como «What Makes You Beautiful» y «Up All Night». Después, el 16 de octubre, cantaron una pequeña parte en versión acústica para la estación de radio británica In:Demand. El 8 de noviembre, la presentaron nuevamente en The X Factor junto a «Little Things». Dos días más tarde, fueron al programa The Ellen DeGeneres Show para interpretarla nuevamente junto a «What Makes You Beautiful», «One Thing» y «Little Things». El quinteto siguió su promoción en los Estados Unidos tres días más tarde dando un concierto para el programa matutino Today Show en el Rockefeller Center de Nueva York con una multitud de 15 000 personas. En dicho concierto, cantaron su sencillo debut «What Makes You Beautiful», y los tres primeros sencillos de Take Me Home, «Live While We're Young», «Little Things» y «Kiss You».
El 16 de noviembre, asistieron al evento Children In Need 2012 para ayudar a recaudar fondos y así brindar apoyo a los niños marginados. El quinteto abrió el show cantando «Live While We're Young». Después, retomaron el escenario e interpretaron «Little Things». El 22 de noviembre, viajaron a Alemania para cantar «Live While We're Young» en los Premios Bambi y recibir su premio a mejor artista pop internacional. El 30 de noviembre y el día posterior, realizaron dos conciertos en la Mohegan Sun Arena de Uncasville, Connecticut, donde interpretaron un total de dieciocho temas, entre estos, «Live While We're Young». El 3 de diciembre dieron un espectáculo igual en el Madison Square Garden. El 18 de enero de 2013, tras ser entrevistados en el programa japonés, Music Station, cantaron la canción. También ha sido interpretada en sus giras Take Me Home Tour y Where We Are Tour.

## Formatos y remezclas
- Descarga digital

| «Live While We're Young» — Sencillo |                          |          |  |
| N.º                                 | Título                   | Duración |  |
| 1.                                  | «Live While We're Young» | 3:18     |  |

| Live While We're Young — EP |                                             |          |  |
| N.º                         | Título                                      | Duración |  |
| 1.                          | «Live While We're Young»                    | 3:18     |  |
| 2.                          | «Live While We're Young» (Dave Aude)        | 5:40     |  |
| 3.                          | «Live While We're Young» (The Jump Smokers) | 4:25     |  |
| 4.                          | «I Want» (En vivo)                          | 3:06     |  |

- Sencillo en CD

| «Live While We're Young» — Sencillo |                          |          |  |
| N.º                                 | Título                   | Duración |  |
| 1.                                  | «Live While We're Young» | 3:20     |  |
| 2.                                  | «I Want» (En vivo)       | 3:06     |  |

## Posicionamiento en listas

### Semanales
| Alemania          | German Singles Chart         | 22 |
| Australia         | Australian Singles Chart     | 2  |
| Austria           | Austrian Singles Chart       | 8  |
| Bélgica (Flandes) | Ultratop 50                  | 7  |
| Bélgica (Valonia) | Ultratop 40                  | 19 |
| Canadá            | Canadian Hot 100             | 2  |
| Dinamarca         | Danish Singles Chart         | 4  |
| Escocia           | Scottish Singles Chart       | 2  |
| Eslovaquia        | Radio Top 100 Chart          | 35 |
| España            | Spanish Singles Chart        | 4  |
| Estados Unidos    | Billboard Hot 100            | 3  |
| Estados Unidos    | Pop Songs                    | 16 |
| Estados Unidos    | Digital Songs                | 1  |
| Estados Unidos    | Radio Songs                  | 50 |
| Estados Unidos    | Dance/Club Play Songs        | 6  |
| Francia           | French Singles Chart         | 20 |
| Hungría           | Single (Track) Top 10        | 2  |
| Irlanda           | Irish Singles Chart          | 1  |
| Italia            | Italian Top Digital Download | 10 |
| Japón             | Japan Hot 100                | 8  |
| México            | Mexico Airplay Chart         | 5  |
| Noruega           | VG-lista                     | 11 |
| Nueva Zelanda     | New Zealand Singles Chart    | 1  |
| Países Bajos      | Single Top 100               | 3  |
| Reino Unido       | UK Singles Chart             | 3  |
| Suecia            | Swedish Singles Chart        | 26 |
| Suiza             | Swiss Singles Chart          | 7  |

### Sucesión en listas
| Predecesor: «Hall of Fame» de The Script con Will.i.am | Irish Singles Chart — Sencillo número uno 4 de octubre de 2012 — 11 de octubre de 2012       | Sucesor: «Skyfall» de Adele                        |
| Predecesor: «Gangnam Style» de PSY                     | New Zealand Singles Chart — Sencillo número uno 8 de octubre de 2012 — 15 de octubre de 2012 | Sucesor: «Gangnam Style» de PSY                    |
| Predecesor: «Begin Again» de Taylor Swift              | Digital Songs — Sencillo número uno 13 de octubre de 2012 — 20 de octubre de 2012            | Sucesor: «I Knew You Were Trouble» de Taylor Swift |

### Certificaciones
| País           | Organismo certificador | Certificación | Unidades certificadas | Ref.    |
| -------------- | ---------------------- | ------------- | --------------------- | ------- |
| Australia      | ARIA                   | 3× Platino    | 210 000               | [ 65 ]  |
| Canadá         | CRIA                   | 2× Platino    | 160 000               | [ 108 ] |
| Dinamarca      | IFPI — Dinamarca       | Platino       | 30 000                | [ 109 ] |
| Estados Unidos | RIAA                   | Platino       | 1 000                 | [ 74 ]  |
| Italia         | FIMI                   | Oro           | 15 000                | [ 110 ] |
| Japón          | RIAJ                   | 2× Platino    | 500 000               | [ 111 ] |
| México         | AMPROFON               | 2× Platino    | 120 000               | [ 69 ]  |
| Nueva Zelanda  | RIANZ                  | Platino       | 15 000                | [ 66 ]  |
| Reino Unido    | BPI                    | Oro           | 400 000               | [ 112 ] |
| Suecia         | GLF                    | Platino       | 40 000                | [ 113 ] |

### Anuales
| Australia      | Australian Singles Chart | 77 |
| Estados Unidos | Pop Songs                | 80 |
| Reino Unido    | UK Singles Chart         | 96 |

## Premios y nominaciones
«Live While We're Young» ha recibido varias nominaciones en distintas ceremonias de premiación. A continuación, una pequeña lista con las candidaturas que obtuvo:
| Año  | Ceremonia de premiación   | Premio                     | Resultado | Ref.    |
| ---- | ------------------------- | -------------------------- | --------- | ------- |
| 2012 | UK Music Video Awards     | Elección del público       | Ganador   | [ 92 ]  |
| 2013 | Radio Disney Music Awards | La mejor — Canción del año | Nominado  | [ 117 ] |
| 2013 | Teen Choice Awards        | Mejor sencillo de un grupo | Ganador   | [ 118 ] |
| 2013 | World Music Awards        | Mejor vídeo del mundo      | Nominado  | [ 93 ]  |

## Historial de lanzamientos
| País           | Fecha                    | Formato          | Ref.    |
| -------------- | ------------------------ | ---------------- | ------- |
|                | 20 de septiembre de 2012 | Airplay          | [ 29 ]  |
| Alemania       | 28 de septiembre de 2012 | Descarga digital | [ 119 ] |
| Australia      | 28 de septiembre de 2012 | Descarga digital | [ 4 ]   |
| Austria        | 28 de septiembre de 2012 | Descarga digital | [ 120 ] |
| Bélgica        | 28 de septiembre de 2012 | Descarga digital | [ 121 ] |
| Finlandia      | 28 de septiembre de 2012 | Descarga digital | [ 122 ] |
| Francia        | 28 de septiembre de 2012 | Descarga digital | [ 123 ] |
| Grecia         | 28 de septiembre de 2012 | Descarga digital | [ 124 ] |
| Italia         | 28 de septiembre de 2012 | Descarga digital | [ 125 ] |
| Irlanda        | 28 de septiembre de 2012 | Descarga digital | [ 31 ]  |
| Luxemburgo     | 28 de septiembre de 2012 | Descarga digital | [ 126 ] |
| Noruega        | 28 de septiembre de 2012 | Descarga digital | [ 127 ] |
| Nueva Zelanda  | 28 de septiembre de 2012 | Descarga digital | [ 30 ]  |
| Países Bajos   | 28 de septiembre de 2012 | Descarga digital | [ 128 ] |
| Portugal       | 28 de septiembre de 2012 | Descarga digital | [ 129 ] |
| Suecia         | 28 de septiembre de 2012 | Descarga digital | [ 130 ] |
| Suiza          | 28 de septiembre de 2012 | Descarga digital | [ 131 ] |
| México         | 30 de septiembre de 2012 | Descarga digital | [ 32 ]  |
| Reino Unido    | 30 de septiembre de 2012 | Descarga digital | [ 132 ] |
| Canadá         | 1 de octubre de 2012     | Descarga digital | [ 5 ]   |
| Estados Unidos | 1 de octubre de 2012     | Descarga digital | [ 5 ]   |
| Japón          | 1 de octubre de 2012     | Descarga digital | [ 3 ]   |
| España         | 2 de octubre de 2012     | Descarga digital | [ 6 ]   |
| Mundo          | 9 de octubre de 2012     | Sencillo en CD   | [ 33 ]  |

## Créditos y personal
- Voz: One Direction.
- Composición: Carl Falk, Rami Yacoub y Savan Kotecha.
- Producción: Carl Falk, Rami Yacoub y Savan Kotecha.

Fuentes: Allmusic y Hung Medien.